# Avril 1880

## Événements
- Début de l'hégémonie conservatrice en Colombie (fin en 1930). Le général Rafael Núñez, conservateur, succède aux libéraux comme président des États-Unis de Colombie et va mener une politique centralisatrice en réprimant tous les mouvements fédéralistes colombiens.
- À l’issue d’un conflit frontalier avec les Monténégrins, sous la pression des Occidentaux, Istanbul cède les régions de Hoti et Gruda au Monténégro.

- 25 avril : Gallieni signe un traité avec Tokontan Keita, qui place Kita sous protectorat français. Les Bambara l’attaquent à Dio et Ahmadou, chef Toucouleur du Soudan Occidental, lui ordonne de stopper sa marche à Nango, 40 km avant Ségou, où il reste pratiquement prisonnier de juin 1880 à mars 1881.
- 28 avril : fin du ministère conservateur Benjamin Disraeli au Royaume-Uni. Début du ministère libéral de William E. Gladstone, Premier ministre du Royaume-Uni (fin en 1885).
  - Les troubles en Afrique du Sud et en Inde, associés à la crise économique, agricole (amplification de l’exode rural) et sociale (montée du chômage), provoquent la chute du gouvernement Disraeli. Le succès des libéraux aux élections amène Gladstone au pouvoir.

## Naissances
- 12 avril : Harry Baur, comédien.

## Décès
- 22 avril : Nicolas-Armand Buvignier, géologue, paléontologue et spéléologue français (° 28 octobre 1808).